# Rivula cyanepuncta
Rivula cyanepuncta är en fjärilsart som beskrevs av George Francis Hampson 1907. Rivula cyanepuncta ingår i släktet Rivula och familjen nattflyn. Inga underarter finns listade.